# Мішель Петі
Мішель Петі (фр. Michel Petit, нар. 12 лютого 1964, Сен-Мало, Квебек) — колишній канадський хокеїст, що грав на позиції захисника. Грав за збірну команду Канади.

## Ігрова кар'єра
Професійну хокейну кар'єру розпочав 1983 року.
1982 року був обраний на драфті НХЛ під 11-м загальним номером командою «Ванкувер Канакс». 
Протягом професійної клубної ігрової кар'єри, що тривала 19 років, захищав кольори команд «Ванкувер Канакс»,  «Нью-Йорк Рейнджерс»,  «Квебек Нордікс»,  «Торонто Мейпл-Ліфс»,  «Калгарі Флеймс»,  «Лос-Анджелес Кінгс»,  «Тампа-Бей Лайтнінг»,  «Едмонтон Ойлерс»,  «Філадельфія Флаєрс» та  «Фінікс Койотс». На момент завершення професійної кар'єри, відігравши за 10 різних команд НХЛ, був рекордсменом ліги за цим показником.
Виступав за збірну Канади.

## Статистика НХЛ
| Регулярний сезон | Регулярний сезон | Регулярний сезон | Регулярний сезон | Регулярний сезон | Плей-оф | Плей-оф | Плей-оф | Плей-оф | Плей-оф |
| І                | Г                | П                | О                | ШХ               | І       | Г       | П       | О       | ШХ      |
| 827              | 90               | 238              | 328              | 1839             | 19      | 0       | 2       | 2       | 61      |
| ---------------- | ---------------- | ---------------- | ---------------- | ---------------- | ------- | ------- | ------- | ------- | ------- |